# Reservatório de Ommaya

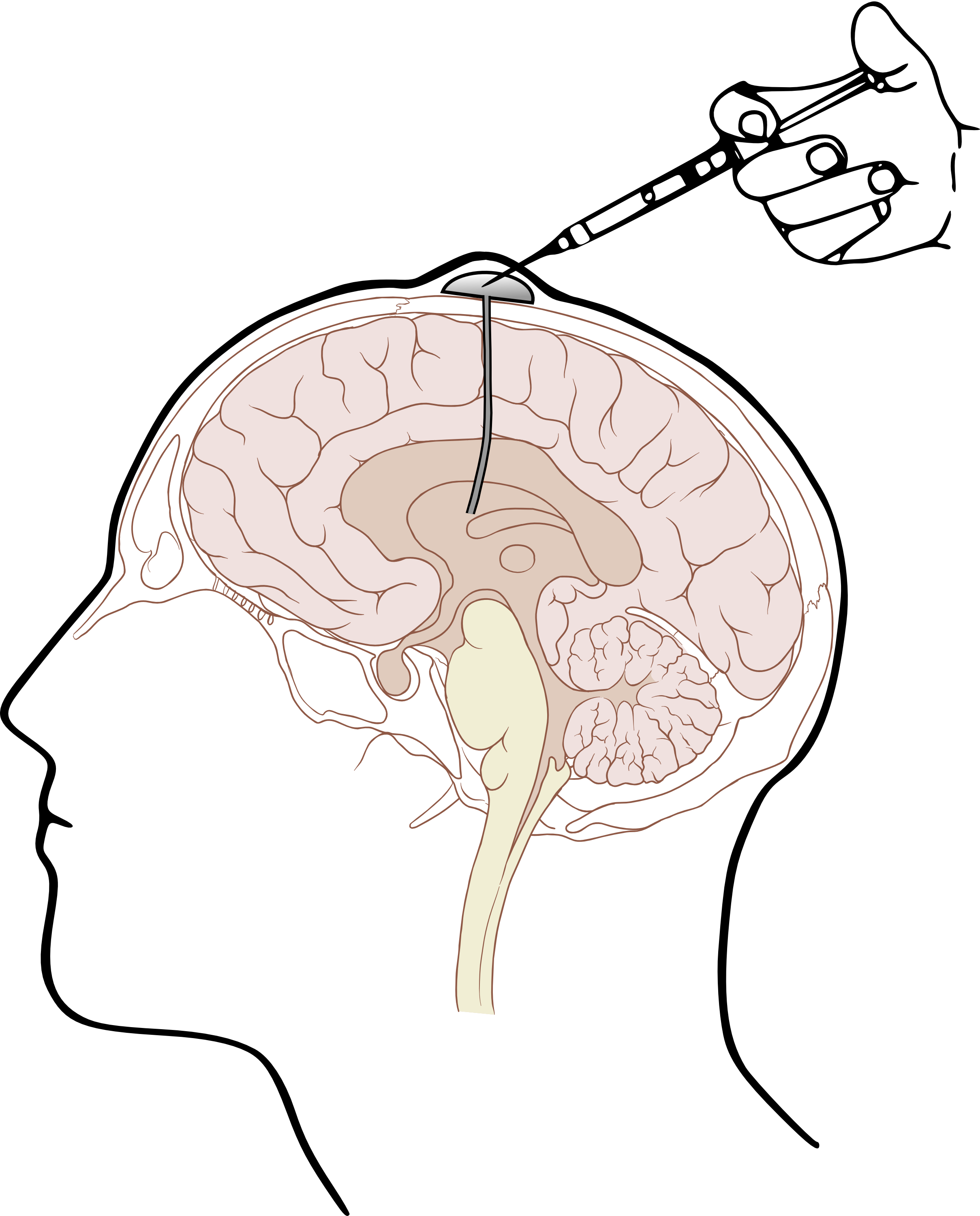
Representação esquemática de um implante com reservatório de Ommaya.

Um reservatório de Ommaya é um sistema de cateter intraventricular usado para a aspiração de líquido cefalorraquidiano ou para administração de medicamentos no líquido cefalorraquidiano em quimioterapia. Consiste na implantação de um cateter num dos ventrículos laterais ligado a um reservatório implantado por baixo do couro cabeludo. É usado no tratamento de tumores cerebrais, leucemia, linfoma ou doença leptomeningial, permitindo administrar os medicamentos por via intratecal.